# Industria minera de Suazilandia

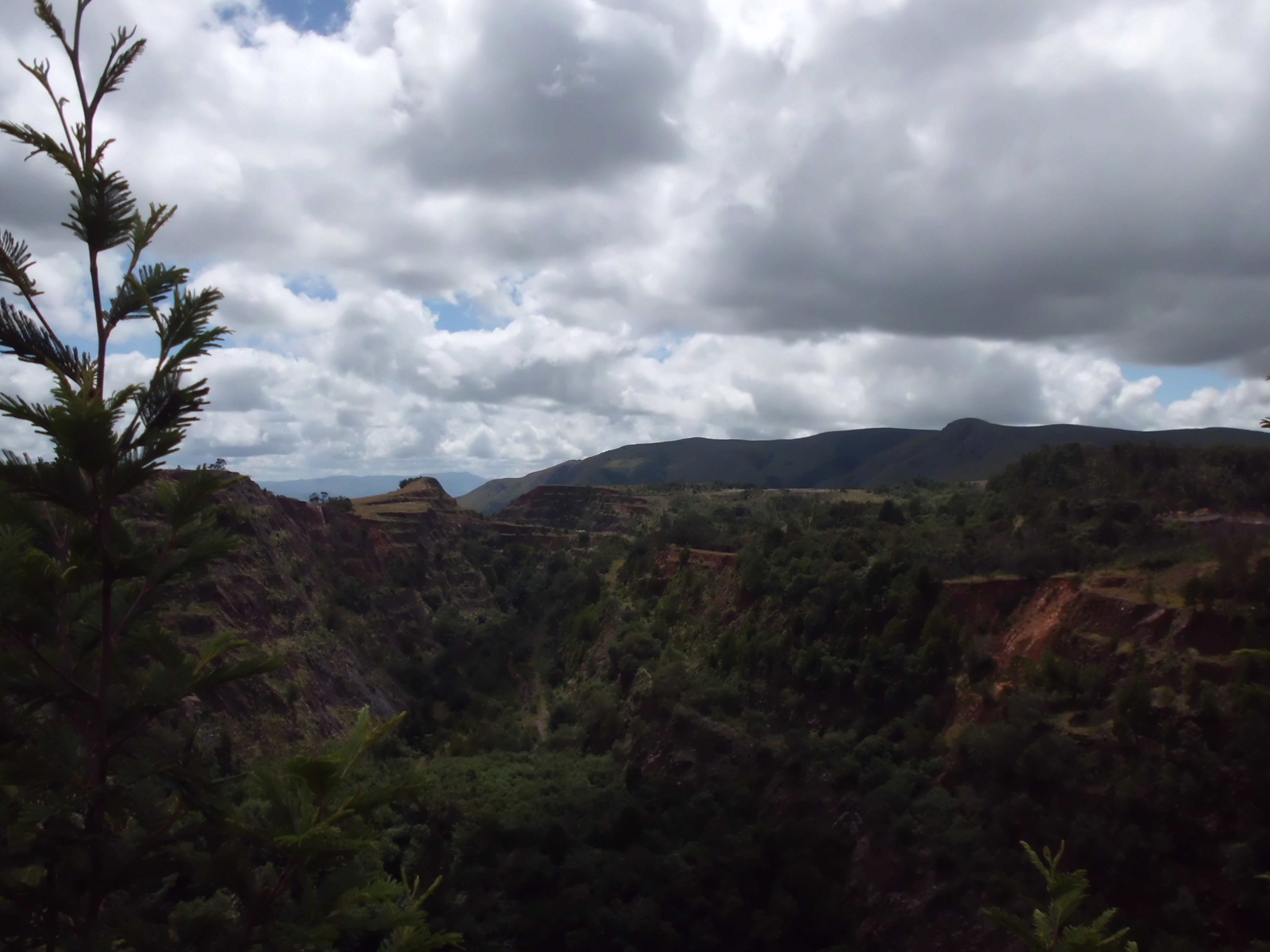
Ngwenya Mina

La industria minera del Reino de Suazilandia es regida por el Ngwenyama (el rey) quién autoriza derechos minerales después de consulta prevista con el Comité de Minerales, el cual es nombrado por el mismo. La contribución fiscal de operaciones mineras al PIB de Suazilandia es del 2% y representa 2% de ingresos de exportación.

## Historia
La historia del sector minero del país es antigua, se inicia con la mina de mineral férreo de las montañas Ngwenya occidentales, la cual ha estado cerrada desde 1975. Se le atribuye a la mina Ngwenya ser la mina de mena de hierro más antigua en el mundo. En años recientes ha resurgido este sector y se ha elaborado el mapeo geológico del país a escala de 1:50,000, mismo que está siendo actualizado.[5]

## Marco legal
El Departamento de Minas es responsable de la industria extractiva. La legislación al respecto está integrada por las Actas, Núm.. 4 de Minas y Minerales de 2011, Núm. 3 de Diamantes de 2011, el Acta de Explosivos, los reglamentos de Minas y maquinaria, y los reglamentos (sobre seguridad) de Minas y Canteras . Los reglamentos adicionales se encuentran bajo revisión.[6]

## Producción e impacto
Las minas importantes en el país incluyen la mina de asbesto Bulembu, la mina de carbón Emaswati y las minas de diamante y canteras Dvokolwako. Mientras el carbón de antracita de alta calidad está siendo extraído de la mina Maloma la calidad del carbón que produjo es de grado "egth-ash" en comparación a la variedad anterior (de grado "ten-ash"). Se espera que la producción de damante de la Mina Dvokolwako, alcance un rendimiento de 80,000 quilates por año.
La producción de asbesto, que ha sido explotada intensivamente enfrenta problemas debido a disminución internacional de precios. Está planeado reprocesar los jales de nineral de hierro de la mina Ngwenya y se piensa extraer anualmente 2 millones de toneladas métricas de conentrado de mineral de hierro. También se planea extraer oro de la región noroccidental del país, al revivir con la mina Piggs Peak. Se han prospectado otros sitios para sostener el desarrollo económico del sector minero.[5]